# Joint Operations Graphic
Die Joint Operations Graphic (JOG) ist ein militärisches Kartenwerk.
Abgedeckt wird die ganze Landfläche der Erde mit Ausnahme des antarktischen Kontinents. Die Karten werden von den zuständigen militärgeographischen Stellen der NATO-Mitgliedsländer im Maßstab 1:250.000 nach dem United States Military Standard MIL-J-89100 erstellt.
Die Karten sind mit dem UTM-Koordinatensystem versehen und werden in zwei Versionen herausgegeben:
- Series 1501 (Ground): für bodengestützte Operationen
- Series 1501A (Air): mit zusätzlichen aeronautischen Angaben.